# ハイガクラ
『ハイガクラ』は、高山しのぶによる日本の漫画作品。『コミックZERO-SUM増刊WARD』（一迅社）にて2008年No.01から2015年No.45まで連載。その後、同誌の休刊に伴い、2015年9月18日より『ゼロサムオンライン』（同社）に移籍して連載中。
2024年1月時点で、電子版を含むシリーズの累計部数は130万部を突破している。

## あらすじ
竜王が人々のために作った五神山。その国には、四匹の凶神『四凶』と八百万の神が存在していたが、四凶が二山を沈め、四凶と八百万の神は他国へと逃げ出した。逃げた神々を連れ戻すため「歌士官」が作られた。歌士官である一葉は、育ての親であり、四凶の代わりの人柱となっている白豪を自由の身にするために、四凶を連れ戻そうとする。

## 登場人物
声の項は特記のない場合、テレビアニメ版の声優。

### 主要人物
一葉（いちよう）
声 - 大塚剛央 / 浪川大輔（ドラマCD）
本作の主人公。19歳。首に赤い布を巻いている。「歌士官」と呼ばれる役職に就いており、「自国から追い出され、よその国へと逃げ出した神を連れ戻す」ことを仕事としてはいるが、今まで上手くいった例がない。そのために常に無一文状態だが、親友の羅漢に奢らせている。また、本人は泳ぐことが出来ないため、滇紅に引っ張らせる形で水の中を通って国へと帰ってきている。泳げない他に、ありえないほどの音痴という欠点も持っている。しかし、螺春が焚いた香の効果により場を清め一帯を神域化することで「歌えない歌子ではない」という可能性も出てきている。
同じ歌士官達からは「史上最も出来そこないの歌士」として有名で、歌士になって以降、未だに連れて来ることの出来た地霊はゼロである。また、中級神を2匹ほど連れているが、調教士に頼まず己で面倒を見ている。しかし言うことを聞いてもらえず、そのことが一葉のヘタレ振りに一層拍車を掛けている。
仕事に対しては熱意を持って取り組んでいる訳ではなく、報告書簡を催促されても「上手く行ってないので書くことはない」とサボったり、西王母である白珠龍に対しても着ている官服を見て「馬子にも衣装」と言ったり、「西王父」と馬鹿にしたような態度を取ったりしている。
伝説の歌士官、藍采和の弟子であり、学舎には行っていない。藍采和は、弟子を取らないことで有名であったために、周囲の者からは「藍に取り入った」と思われている。
滇紅と花果を扱えることから、一般の歌士とは一線を画すらしいが、今のところ詳細は描かれていない。首に小さな翼が付いており、熱で滇紅の封印を溶かしたり、人の身でありながら、炎を操るなど、尋常でない力を持っている。
滇紅（てんこう）
声 - 石川界人 / 宮野真守（ドラマCD）
一葉に使役されている中級神。種族は不明。赤い長髪で紫の瞳をしている。一葉のことを「師父」と呼んでいる。
よく食べ、よく笑い、よく泣き、よくヘマをするために一葉からは鬱陶しがられており、拳骨で殴られると「師父がグーで殴ったー!!」と大泣きすることもしばしばである。
戦う際は一葉に「踏々歌・解式」を唱えてもらい、それによって髪の色が白く変わり、別人と言えるほどの好戦的な態度に変わる。その状態の時は非常に傲慢で、一葉に対しても馬鹿にしたような態度で接する。
ミクロネシア地方の悪神ムレッテムーの遺跡の奥深くに、何者かによって封印されていた。1995年、太陰暦の9月に一葉が初仕事の際に、その封印を解き潔斎した。調教は峰龍井が行っており、その結果、とぼけた性格になった。
手首についている枷は一葉が滇紅の封印を解いた時でさえ破壊されなかったという。
竜宮にて、比企に、妖力が相柳にそっくりだと言われている。
花果（かか）
声 - 釘宮理恵 / 谷井あすか（ドラマCD）
滇紅同様に、一葉に使役されている中級神。小さな子供の姿をしている。
竦斯（しょうし）と呼ばれる希少価値の高い種族。調教次第では象戯の相手もこなせる話し上手になるため、愛玩用として人気のある種族だが、一葉の場合はそのような調教をしている様子はない。ゆえに花果の場合は幼児のような行動をすることが多い。また、一葉以外の人にはあまり懐いておらず、「おっちね」と罵声を浴びせることも多い。
武夷が一葉の斎から花果を追い出そうとした際、一時的に成長した姿になった。その姿では耳にあたる部位から大きな翼が生えており、空を飛ぶ、声で対象を操るといった力を見せる。立ち振る舞いや口調も年相応になるが、一葉に叱られると泣き喚くなど、精神年齢では普段と大差ない。
普段は一葉のことを「せんせ」と呼ぶが、姿が大きくなると「一葉」と普通に呼ぶ。
花果の種族は3000年生きて変化をするが、花果は生まれながらにして変化済みだった変わり種。そのため、普通の歌士では扱えないらしい。
流（りゅう）
声 - 田村睦心
種族は雷獣。一葉が、南の島に言った際に一葉の従神となる。ただし、潔斎は武夷が行っている。
雷や嵐を呼ぶ中級神。諸事情で島から出られずにいたところを一葉に救われた。人間の姿をとる時は、男児の姿になる。
名前は本来『留』と書くが、りゅうの経歴を忖度した一葉が『流』に変えた。

### 親友・親交関係
羅漢（らかん）
声 - 立花慎之介 / うえだゆうじ（ドラマCD）
一葉の親友かつ調教師。19歳。いつも無一文の一葉に食事を奢っているが、代金を返してもらったことはない。一葉曰く「俺の財布」。
普段は温厚だが、珍しい神を見ると暴走し、異様に饒舌になったり呼吸が荒くなったりと挙動不審になる。
武夷（ぶい）
声 - 伊藤健太郎 / 鳥海浩輔（ドラマCD）
一葉と同じく歌士。22歳。賭け事が大好きで稼いだ金をすぐにつぎ込んでしまうため、常に金に余裕がなく、金を稼ぐために詐欺まがいのことまで働いていた。花果を手に入れようと目論むが、花果本人から痛い目に遭わされて以来、一葉とは仲が良くなった（しかし、当の一葉はそう思っていない）。
孫登（そんとう）
声 - 日野聡 / 櫻井孝宏（ドラマCD）
歌士官長。外見年齢20歳（地仙のため、老化が遅い）。ポニーテールと太い眉毛が特徴的な男性。一葉から眉毛と呼ばれている。
非常に優秀だが一風変わった人物。極端な素直であり、また努力家である。上司である藍采和を「心の友」と呼ぶ。従神は天竜八部衆。
峰龍井（ほうりゅうせい）
声 - 梶原岳人 / 石川英郎（ドラマCD）
歌士官長補佐。外見年齢30歳（地仙であったが、三年前に仙籍を返上しており、今は人間に戻っている）。お菓子作りがうまい。調教師として一流の腕を持つ。出世を望んでいないが、孫登を抑えることのできる人物として、歌士官長補佐官に任命された。従神は花仙十姫。
山烏（さんう）
声 - 鈴木崚汰
漢鍾離の息子で、白珠龍にとって兄のような存在。現在は瑶池宮の警備の任に就いている。昔に一葉と知り合い、一葉に学舎で習う内容を教えた。一葉にとって最初の友人。歌士の武夷とも知り合い。仙に恨みを持っている。

### 三皇
白珠龍（はくしゅりん）
声 - Lynn / 清水香里（ドラマCD）
西王母。元は孤児だったが、先代・西王母の逝去後、先代の死ぬ日死ぬ時間に宿星の天体の並びの正反対の位置にいたため、西王母に抜擢される。その後、瑶池宮にて、忍び込んだ一葉と出会い、親友となる。16歳で天仙となり、成長が止まる。
幼い頃はある事情から男物の服ばかりを着ていて、武芸に興味を示す男勝りな子供だった。髪も短かったため、一葉から男と勘違いされていた期間もあったためか、一葉と会う時に「ヒラヒラした服」を着ることを嫌がる。
白珠龍とは親友でありながらも、同時に西王母を恨んでいた一葉は、白珠龍の正体が西王母であることを知って以来、西王母即位式典が行われる4年間、珠龍に会うことを止めており、今も微妙な関係が続いている。
蒼香茗（そうこうめい）
声 - 平川大輔 / 豊永利行（ドラマCD）
東王父。気が強く、包容力のある男性。裁縫が得意で、幼い珠龍の服を縫ったこともある。容姿は女性にしか見えず、女口調である。

### 八仙
八仙は国の地盤四方を支える柱として、四凶の代わりに東西南北に2人ずつ人柱として縛り付けられる役目を負っている。また、国政に関与している。
漢鍾離（かんしょうり）
声 - 綿貫竜之介
背が高い武骨な男性。決まり事や時間などに厳しく、報告を怠ったり西王母に無礼な態度をとる一葉によく怒っている。天官長。
李鉄拐（りてっかい）
声 - 岸尾だいすけ
丸眼鏡をかけた男性。杖をついているが、年寄りではない。鍾離の前で堂々と人の悪口を言い、その度に睨まれているが、至って意に介していない。水官長補佐。
藍采和（らんさいわ）
声 - 下野紘 / 阿部敦（ドラマCD）
見た目は小学生にしか見えないほど背が低いが、一葉の師匠にあたり、一通りの礼儀作法や歌士としての役割を教えた。水官長。
龍王の師父であり、さらにその子供の龍生九子の師父でもある。
国のため、人柱として白豪を捕縛した。他の八仙から弟子の一葉のことを問われるも「知らない」との一点張り。
韓湘子（かんしょうし）
声 - 遠藤大智
髪が長い男性。八仙になってから日が浅いことが窺える。春猊を尊敬している節がある。天官長補佐。
何仙姑（かせんこ）
声 - 和優希
八仙唯一の女性。姐御肌。地官。
呂洞賓（りょどうひん）
声 - 成家義哉
つばのある帽子を被った青年。地官長。
張果老（ちょうかろう）
声 - 高仲佑星
目が隠れるほど大きな眉毛と、大きな髭を垂らした老人。地官長補佐。
曹国舅（そうこくしゅう）
声 - 紀ノ貴紀
黒髪の青年。地官。

### 神
白豪（はくごう）
声 - 井上和彦 / 石塚運昇（ドラマCD）
種族は天狗（てんこう）。大きな猫の姿をしている。『月の卵』を守護すると伝えられている。本人曰く、自然の摂理を見守る目であり、帝江が何者かの支配や影響によりその存在を曲げぬよう守護するものである。
普段は西王母の側近で守護を務めているほか、人柱として国を支えている。本人は不満も述べずに黙々とこなしているが、一葉はそのことを快く思っていない。白豪も一葉の気持ちを知っており、応援をしている。
一葉からは「しろ」と呼ばれ、一葉の育て親でもある。龍王とは旧知の仲であるが、彼に対しては冷たくあたる。
帝江の意志を以て行動しなくてはいけない存在であるため、一葉を人として愛していたわけではなく護るために傍にいただけだった。そのため本来は何も愛さない生き物であり、国であっても死のうが滅びようがどうでもいいと思っていた。
龍王（りゅうおう）
声 - 松田健一郎
かつて四凶を封じた神。五神山と龍宮を作り、外界から知覚できないようにして国を守っている。便宜上、藍采和の従神となっている。役職は水府官長。龍生九子と呼ばれる子供が9人いる。
比企（ひき）
声 - 木村良平 / 関俊彦（ドラマCD）
龍生九子の一人。種族は饕餮。四凶の一人。足を切られ、崑崙山の青柱の人柱とされている。龍王の息子。
人に会う時などは、癖毛の青年の姿をしている。口調こそのんびりしているが、人を食ったような言動が多い。いつでもフラフラと出歩き、東王父の私室や庭園でご飯やおやつを漁っている。
生まれたときから、強烈な飢えと乾きを抱え続けている。
一葉とは偶然東王父の庭園のはずれで出会う（1巻参照）。その際に興味をもつ。行動を観察し、禺彊（ぐうきょう）と呼んでいるが意図は不明。地震があった際や正気を失った際には鎖に繋がれている。
現在は一葉の従神になっており、潔斎の影響で子供化している。神獣時はモフモフとした毛玉の塊である。一葉の力のおかげか飢えもなくなっているように見える。
何を考えているか分からないところもあったが死ぬのが怖い。など生き物らしいところもみられている（9巻参照）。
澄風（ちょうふう）
龍生九子の一人。種族は風龍。双子の姉の蒲牢と共に赤門も守る文官。龍府官。
蒲牢（ほろう）
声 - 三瓶由布子（ドラマCD）
龍生九子の一人。種族は雷龍。双子の弟の澄風と共に赤門を守る武官。水門官。
春睨（しゅんげい）
声 - 笹沼晃
龍生九子の一人。虎の耳と尻尾を生やした大男。右眼に傷があり、斧を持つ。兄弟の長男であり、妹には甘い。
渾沌と結託し四凶を解き放ち、己の目と比企の足を潰し更には妹の智奮の居場所を潰したとする相柳を強く憎んでいる。
波歌（はか）
龍生九子の一人。種族は雨師。澄風と蒲牢と仲がよい。白珠龍に懐いている。
鎧糸（がいし）
声 - 橘龍丸
龍生九子の一人。狼の耳と額に三つ目の眼を持つ男。比企と双子であり、比企を厭いながらも、守ろうと思っている。
丙閑（へいかん）
声 - 村瀬歩
龍生九子の一人。紫水門を管理する。父親を尊敬しており、白豪と一葉を嫌っている。クールな外見とは裏腹に、自身の急なピンチには慌てたり、怯えたりする一面もある。六合曰く露草タイプ(7巻後書より)であるため人気があるらしく、武夷や滇紅の出番が減少している。
赤松（せきしょう）
龍生九子の一人。末っ子で赤子。
智奮（ちふ）
龍生九子の一人。相柳によって行方不明となっている。しかし、現在は何故か渾沌の下にいる。
乙姫
神話の時代から生きている海の慈母であり、蒲牢、澄風、波歌、丙閑、赤松の母親。龍宮大府の斎栄宮に住み、斎を作っている。
牛鬼（ぎゅうき）
牛の神獣。武夷の神獣で、力仕事を担当していたが、一葉の潔斎の余波を受けたために小型になってしまった。
愚鈍だが純粋で、師父である武夷をよく慕っている。
天竜八部衆（てんりゅうはちぶしゅう）
夜叉（やしゃ）、乾闥婆（けんだつば）、迦楼羅（かるら）、緊那羅（きんなら）、摩睺羅伽（まごらが）、天（てん）、龍（りゅう）、阿修羅（あしゅら）の八神。次々と孫登によって捕らえられ、現在は龍を除き、孫登の従神となっている。孫登によって付けられた名は、迦楼羅は羅楼迦、緊那羅は那羅、夜叉は金、乾闥婆は乾、摩睺羅伽は迦羅。天は、かつて渾沌を封じた結界生成機、北斗星君。阿修羅は宝剣や神器の集合体。
相柳（そうりゅう）
九つの顔を持つ水の邪神。龍神。外界では九皇、九嬰と呼ばれ、ミクロネシア地方の華僑の町にて、毎年太陰暦の九月に善神として祭られている。実は、九つあるのは顔だけでなく、体も九つあり、九人いる。それぞれが、体の一部が欠けており、四肢と五感で分けられるらしい。
共工の腹心であり、過去に渾沌と結託し、四凶を解き放ち、春睨の目を潰し、比企の足を潰し、智奮の居場所を潰した。
外見と妖力が滇紅にそっくりである。
矢之王（やのおう）
山烏と禁術で契約した神
又の名を火をつける者、照らす者、ラシャプ
災禍の王であり、雷と嵐と病をつかさどる。
帝江
神獣の一種。袋のような姿で体躯は真紅。目鼻口がなく、手足が6本、背に羽が4枚ある。
孵化する前は、月の卵と呼ばれ、どちらの場合も入手すれば、世を統べられると伝えられている。
普段はら天狗によって固く守られている。
白豪曰く、大地の卵、龍気の玉、自然の力の結晶であり象徴である。

### その他
望（のぞむ）
日本の女子高生。夢はライターになることであり、練習として携帯で記事を書いているが、記事に多少の色付けをすることが多く小説のようになっている。出会った一葉達に怪談の現場を連れて来られて、のずちと呼ばれる草木霊を退治する所を目撃した。
おねえ
声 - 熊谷海麗
名前は不明。一葉が日本の南の島に訪れた際に出会った、世界各地を渡るカメラマンの女性。
男勝りで、本人曰く様々な格闘技を習得しているらしい。東京生まれだが、毎年、10月ごろになると島を訪れるため、島に家を借りている。島へ来る時期が同じであること、彼女の写真を持っていたことから、島の人からは『りゅう』の姉と勘違いされていた。
ウヘル
一葉が初仕事でミクロネシア地方に訪れたときに出会った青年。ミクロネシアの創生神話の英雄ア・ウヘルの子孫。
悪鬼ムレッテムーが封印されているという神殿を守る遺跡守。観光業に乗り出した村長のはからいで、遺跡内を観光客に案内する役目を担っていた。しかし遺跡での「事故」で妹が死亡したのを目の当たりにしてからはそのことを深く悔やみ、村長に疎まれながらも遺跡に人を近付けないよう努めていた。
碧螺春（へきらしゅん）
歌士になることを夢みていた少年。中学舎で毎年首席であったが、体が硬く『踏々歌』を舞えないために、三年間、大学舎に進学できていない。一葉と知り合い、事件に巻き込まれる。それがきっかけで、自分の為すべきことを見つけ、歌士ではなく調香士を目指す。

## 用語
四凶（しきょう）
東西南北にそれぞれ封じられていた悪神。
仙人たちでさえ手に負えない上、存在するだけで周りに悪影響を与えてしまう。
渾沌北の地で北斗七星に封じられていた大きな犬のような獣で盲目聾者の神
窮奇南の地で朱雀に封じられていた翼を持った虎でひねくれた性格を持つ神
饕餮東の地で龍王に封じられている羊身人面で飢餓猛獣の神
共工西の地で白虎に封じられている人面蛇身朱色の神をもつ水神
歌士官（かしかん）
踏々歌（とうとうか）と呼ばれる呪術を使い、斎に神獣を封じ込めることを仕事としている。
斎（さい）
神を封じる数珠。歌士官の実力によって持てる個数や種類に制限がある。
天仙（てんせん）
国の礎として人でなく、仙人となった存在。八仙に任命され、人としての寿命をゆうに超える。かわりに天仙特有の「五衰」という病を抱え、実際はいつでも死と隣り合わせな存在。
地仙（ちせん）
国官に配属され、一定以上の官位を得ると、自動的に召される。一般人よりも老化や怪我に強くなり、ほとんど天仙との差はない存在になるが五衰はしない。一般人における即死レベルの怪我や、あまりにも過激な労働や精神的抑圧をうけると、せき止めていた鴇が溢れるかのように急激に体が劣化し、死に至る場合も多い。
有能な地仙は天仙として昇格する場合もある。
仙桃（せんとう）
国外に出るために必要な桃。神山に住むものにとって、外の国の空気は毒々しく、普通の体では息ができない。そのため、一時的に仙人の力を得るために食される。仙桃は清浄な瑤池宮で育てられており、国内でしか育てることができない。

## 書誌情報
- 高山しのぶ『ハイガクラ』 一迅社〈ZERO-SUMコミックス〉、既刊17巻（2024年10月31日現在）
  1. 2008年11月25日発売[11]、ISBN 978-4-7580-5382-2
  2. 2009年10月24日発売[12]、ISBN 978-4-7580-5449-2
  3. 2010年8月25日発売[13][14]、ISBN 978-4-7580-5536-9
  4. 2011年5月25日発売[15][16]、ISBN 978-4-7580-5593-2 / ISBN 978-4-7580-5594-9（限定版[17]）
  5. 2012年3月24日発売[18]、ISBN 978-4-7580-5693-9
  6. 2013年1月25日発売[19]、ISBN 978-4-7580-5778-3 / ISBN 978-4-7580-5779-0（限定版[20]）
  7. 2014年2月25日発売[21]、ISBN 978-4-7580-5877-3 / ISBN 978-4-7580-5878-0（描き下ろし小冊子限定版[22]）
  8. 2015年2月25日発売[23]、ISBN 978-4-7580-5994-7 / ISBN 978-4-7580-5995-4（描き下ろし小冊子付き特装版[24]）
  9. 2016年3月25日発売[25][26]、ISBN 978-4-7580-3168-4 / ISBN 978-4-7580-3169-1（特別小冊子付き特装版[25][27]）
  10. 2017年2月25日発売[28]、ISBN 978-4-7580-3258-2 / ISBN 978-4-7580-3259-9（小冊子付き特装版[29]）
  11. 2018年6月25日発売[30]、ISBN 978-4-7580-3358-9 / ISBN 978-4-7580-3359-6（描き下ろし小冊子付き特装版[31]）
  12. 2019年6月25日発売[32]、ISBN 978-4-7580-3445-6 / ISBN 978-4-7580-3446-3（オール描き下ろし小冊子付特装版[33]）
  13. 2020年7月27日発売[34]、ISBN 978-4-7580-3532-3 / ISBN 978-4-7580-3533-0（描きおろしコミックス付き特装版[35]）
  14. 2021年6月24日発売[36]、ISBN 978-4-7580-3616-0 / ISBN 978-4-7580-3617-7（小冊子付き特装版[37]）
  15. 2022年6月23日発売[38]、ISBN 978-4-7580-3751-8 / ISBN 978-4-7580-3752-5（描きおろしコミックス付き特装版[39]）
  16. 2023年8月24日発売[40]、ISBN 978-4-7580-3916-1 / ISBN 978-4-7580-3917-8（オール描き下ろし小冊子付き特装版[41]）
  17. 2024年10月31日発売[42]、ISBN 978-4-7580-8600-4 / ISBN 978-4-7580-8601-1（特装版[43]）
- 高山しのぶ『ハイガクラ 新装版』 一迅社〈ZERO-SUMコミックス〉、既刊10巻（2024年6月28日現在）
  1. 2024年2月29日発売[44][45]、ISBN 978-4-7580-8474-1
  2. 2024年2月29日発売[44][46]、ISBN 978-4-7580-8475-8
  3. 2024年3月26日発売[47]、ISBN 978-4-7580-8482-6
  4. 2024年3月26日発売[48]、ISBN 978-4-7580-8483-3
  5. 2024年4月23日発売[49]、ISBN 978-4-7580-8497-0
  6. 2024年4月23日発売[50]、ISBN 978-4-7580-8498-7
  7. 2024年5月28日発売[51]、ISBN 978-4-7580-8510-6
  8. 2024年5月28日発売[52]、ISBN 978-4-7580-8511-3
  9. 2024年6月28日発売[53]、ISBN 978-4-7580-8532-8
  10. 2024年6月28日発売[54]、ISBN 978-4-7580-8533-5

## テレビアニメ
2024年10月よりTOKYO MXほかにて放送を開始したが、同年11月18日、製作スタッフ・製作委員会の協議の結果、「クオリティの維持や本作の魅力をお届けできる制作を行うための時間」が必要であるとして、第8話以降の放送・配信を延期することを発表。年内は第1話～第6話を再放送した。
翌2025年7月より第1話から「仕切り直し放送」を実施(後述のとおり放送枠は全局変更した)し、第8話以降の本放送は同年8月より実施予定。

### スタッフ
- 原作 - 高山しのぶ[4]
- 監督 - 山元隼一[4]
- 助監督 - 小林寿徳
- シリーズ構成 - 村井雄[4]
- キャラクラーデザイン - 佐藤正樹[4]
- サブキャラクターデザイン - 古川英樹[55]
- モンスターデザイン - 安藤賢司[55]
- プロップデザイン - 橘紀嘉[55]
- 美術監督・美術設定 - 松本健治[55]
- 色彩設計 - 松山愛子[55]
- 撮影監督 - 金武慎也[55]
- 編集 - 櫻井崇[55]
- 音響監督 - えびなやすのり[55]
- 音響制作 - グロービジョン[55]
- 音楽 - 栗原悠希[4]
- 音楽制作 - 日本コロムビア[55]
- 音楽プロデューサー - 伊香賀進
- プロデューサー - 鷹野浩士、川崎夏子、松永宏毅、神宮司剛史、谷口博康、内山祐紀
- アニメーションプロデューサー - 櫻井崇
- アニメーション制作 - 颱風グラフィックス[4]
- 製作 - ハイガクラ製作委員会

### 主題歌
「Chaser」
MADKIDによるオープニングテーマ。作詞はLINとYUKI、作曲はpw.aとYuka Niiyama、編曲はpw.a。
「Phoenix」
牧島輝によるエンディングテーマ。作詞は安田尊行、作曲・編曲はミライショウ。

### 各話リスト
| 話数 | サブタイトル | 脚本       | 絵コンテ         | 演出              | 作画監督 | 総作画監督        | 初放送日       |
| ---- | ------------ | ---------- | ---------------- | ----------------- | --- | ----------------- | -------------- |
| 壱話 | 神楽之舞     | 村井雄     | 地岡公俊         | 小林寿徳          | 鈴木健史 村田陽佑 若山政志 奥山鈴奈 下出麻以 檜垣彰子 前田義宏 別所正直 手島勇人 李周鉉 松本瑠久 松原朋広 越後谷寛 深圳市群想動漫文化発展有限公司 エコー動画 無錫霏潤動画制作有限公司 RA CRAFT RadPluls 火鳥動画制作集団 | 鈴木健史          | 2024年 10月7日 |
| 弐話 | 雷流之舞     | 百瀬祐一郎 | 増田敏彦         | 小林寿徳 山口美浩 | 海堂ヒロユキ 小林史緒里 臼井美夫 前田義宏 松原朋広 石田啓一 佐藤大輔 エコー動画 無錫七彩動画 寧波麦冬映画 | 鈴木健史 永田幸人 | 10月14日       |
| 参話 | 雪華之舞     | 村井雄     | ワタナベシンイチ | 大久保唯男        | 下出麻以 檜垣彰子 前田義宏 別所正直 佐藤大輔 若山政志 臼井美夫 友松照稀 松原朋広 呉昊 孙岩 | 鈴木健史          | 10月21日       |
| 肆話 | 水月之舞     | 百瀬祐一郎 | 梅津朋美         | 梅津朋美          | 鈴木健史 下出麻以 松原朋広 松本瑠久 友松照稀 臼井美夫 李周鉉 趙親雲 陈潔琼 李品華 エコー動画 重庆群想動漫制作有限公司 火鳥動画制作集団 無錫霏潤動画制作有限公司 光の園・アニメーション                                   | 鈴木健史 永田幸人 | 10月28日       |
| 伍話 | 桃源之舞     | 村井雄     | 増田敏彦         | 西本由紀夫        | 下出麻以 檜垣彰子 前田義宏 手島勇人 正直困太 孙岩 呉昊 星野園 約拿単 エコー動画 | 鈴木健史          | 11月4日        |
| 陸話 | 渾沌之舞     | 百瀬祐一郎 | ロマのフ比嘉     | 白黒 小林一三     | 若山政志 松原朋広 陈潔琼 趙親雲 邱錦 高橋直樹 松本勝次 海堂ヒロユキ 小林史緒里 吉田龍一郎 光の園・アニメーション 無錫霏潤動画制作有限公司 戸沢東 友松照稀 下出麻以 前田義宏 松本瑠久 臼井美夫 エコー動画                 | 五反孝幸          | 11月11日       |
| 漆話 | 暴龍之舞     | 村井雄     | 松園公           | 門田英彦          | 松原朋広 吉川秀司 佐藤大輔 臼田美夫 友松照稀 エコー動画 火鳥動画制作集団 無錫霏潤動画制作有限公司 深圳市群想動漫文化発展有限公司 Triple A                                                                                | 鈴木健史          | 11月18日       |

### 放送局・配信
- 第1話～第7話本放送
  - 11月25日からは第1話～第6話を再放送。(下記表の放送終了日は第6話再放送終了日。第7話再放送は翌年の仕切り直し放送にて実施)

| 放送期間                 | 放送時間               | 放送局     | 対象地域 | 備考                        |
| ------------------------ | ---------------------- | ---------- | -------- | --------------------------- |
| 2024年10月7日 - 12月30日 | 月曜 22:00 - 22:30     | TOKYO MX   | 東京都   |                             |
|                          | 月曜 23:24 - 23:54     | BS朝日     | 日本全域 | BS/BS4K放送 / 『アニメA』枠 |
|                          | 月曜 23:30 - 火曜 0:00 | サンテレビ | 兵庫県   |                             |

- 第8話以降の本放送
  - 同年7月からは下記枠にて第1話～第7話を「仕切り直し」放送。

| 放送期間        | 放送時間                     | 放送局     | 対象地域 | 備考                        |
| --------------- | ---------------------------- | ---------- | -------- | --------------------------- |
| 2025年8月22日 - | 金曜 1:30 - 2:00（木曜深夜） | TOKYO MX   | 東京都   |                             |
|                 | 金曜 23:00 - 23:30           | BS朝日     | 日本全域 | BS/BS4K放送 / 『アニメA』枠 |
| 2025年8月25日 - | 月曜 1:00 - 1:30（日曜深夜） | サンテレビ | 兵庫県   |                             |

| 配信開始日     | 配信時間        | 配信サイト                                           |
| -------------- | --------------- | ---------------------------------------------------- |
| 2024年10月7日  | 月曜 22:00 更新 | U-NEXT アニメ放題                                    |
| 2024年10月9日  | 水曜 22:00 更新 | dアニメストア（本店・ニコニコ支店・for Prime Video） |
| 2024年10月12日 | 土曜 22:00 更新 | ABEMA DMM TV バンダイチャンネル Hulu AnimeFesta      |
| 2024年10月13日 | 日曜 0:00 更新  | J:COM STREAM TELASA milplus                          |

### BD
| 巻 | 発売              | 収録話         | 規格品番  |
| -- | ----------------- | -------------- | --------- |
| 上 | 2024年12月25日    | 第1話 - 第6話  | FFXC-0010 |
| 下 | 2025年10月1日予定 | 第7話 - 第13話 | FFXC-0011 |